# Hermann von Pückler-Muskau
Hermann Ludwig Heinrich, furst von Pückler-Muskau (uttal (fil)), född den 30 oktober 1785 på Schloss Muskau i Muskau, död den 4 februari 1871 på Schloss Branitz nära Cottbus, var en tysk författare och landskapsarkitekt, och Standesherr som furste av Muskau i Oberlausitz. Som författare och reseskildrare var han även känd under pseudonymerna Der Verstorbene och Semilasso. Hans trädgårdsanläggningar i Babelsbergparken, Muskauparken och vid slottet Ettersburg är idag världskända som Unesco-världsarv.

## Biografi
von Pückler-Muskau var en tid militär, men tog avsked, då han vid sin fars död, 1811, tillträdde stamgodset Muskau. Detta förskönade han medelst vidsträckta härliga parkanläggningar, men sålde det av ekonomiska skäl 1845. Han sysselsatte sig därefter med anläggning av trädgårdar vid ett flertal tyska slott, Babelsbergparken nära Potsdam, Ettersburg vid Weimar och så vidare. En nitisk förkämpe för den så kallade naturliga trädgårdsstilen, införde han till Tyskland den stil, som, utarbetad av den engelske trädgårdsanläggaren Kent och dennes efterföljare, under förra hälften av 1800-talet var den dominerande i England. 
von Pückler-Muskau utgav 1834 Andeutungen über Landschaftsgärtnerei (ny upplaga 1903), en beskrivning över anläggningarna vid Muskau. Han företog omfattande resor i norra Afrika och i flera delar av Asien samt utgav originella, livligt hållna reseskildringar, Briefe eines Verstorbenen (4 band, 1830; "En afliden furstes bref om England", 6 band, 1833–1837), Semilassos vorletzter Weltgang (1835), Semilasso in Afrika (5 band, 1836), Aus Mehemed-Alis Reich (3 band, 1844). von Pückler-Muskau upphöjdes 1822 i preussiskt furstligt stånd och blev 1863 ledamot av herrehuset. Hans biografi skrevs av Assing (1873), som även utgav hans brev (9 band, 1873–1876), och Petzold (1874).

## Minnesmärken och eftermäle

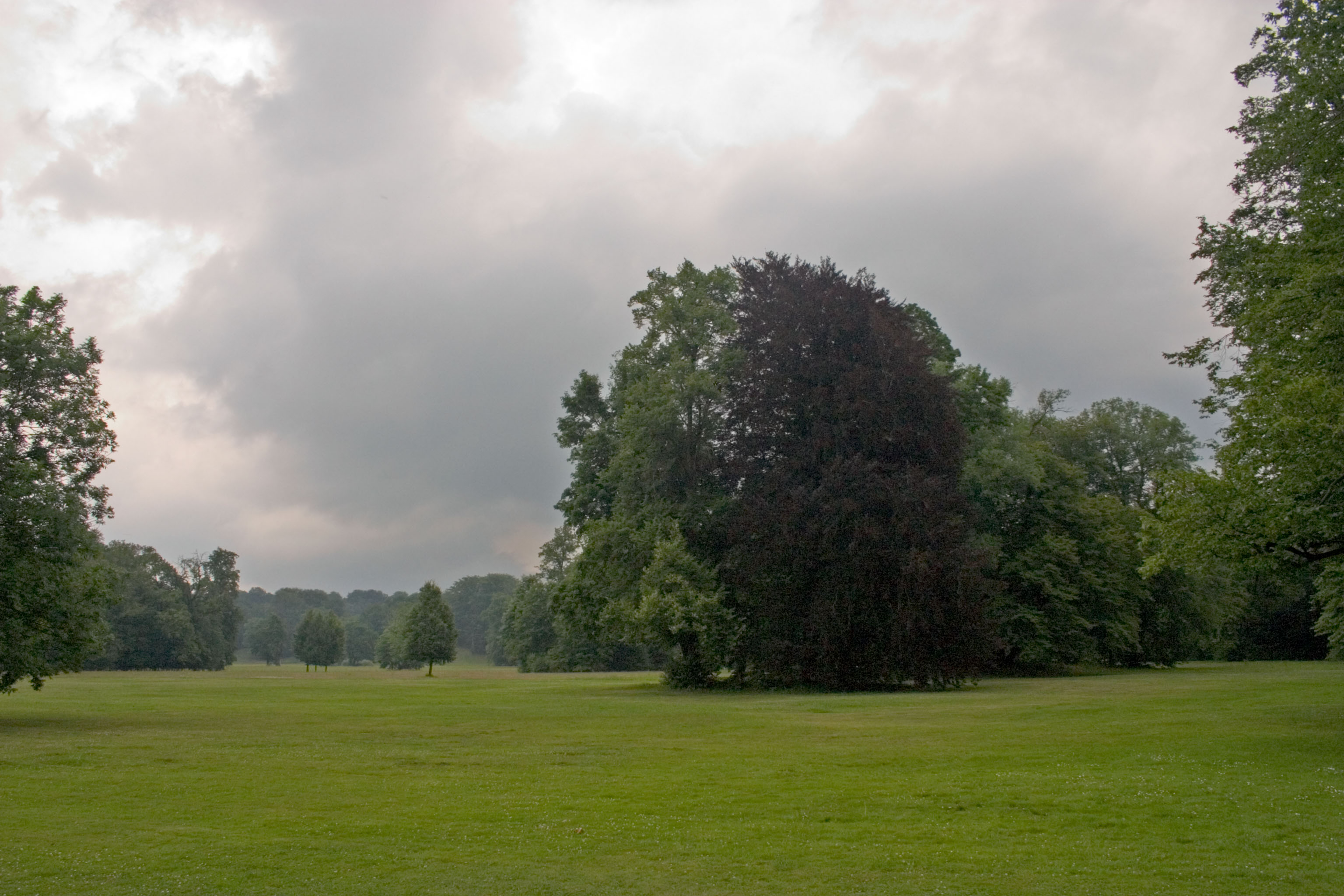
Muskauparken.

Pückler-Muskau begravdes i Branitzparken vid hans slott nära Cottbus. Graven har formen av en överväxt pyramid i mitten av en sjö.
Den världsarvsmärkta Muskauparken som Pückler-Muskau anlade bär även skaparens namn, "Fürst-Pückler-Park Bad Muskau", och i Muskauparken och Babelsbergparken finns minnesstenar över honom.
Pückler-Muskau har i det tyska språkområdet givit sitt namn till glass i tre skikt med olika smaker, så kallad neapolitansk glass eller "Fürst-Pückler-Eis" (ursprungligen franska, demi-glace à la Pückler). Glassreceptet publicerades 1839 i en kokbok av den preussiske kunglige hovkocken Louis Ferdinand Jungius, som tillägnade Pückler-Muskau rätten.
Asteroiden 39571 Pückler är uppkallad efter honom.
Han har även bland annat givit namn åt ett regionalt samarbetesorgan i östra Tyskland, en internationell byggutställning i Niederlausitz,  en galleria i [[Cottbus], samt två olika gator med namnet Pücklerstrasse i Berlin, varav den ena ligger i Kreuzberg i centrala Berlin och den andra på gränsen mellan Dahlem och Schmargendorf. Den senare är bland annat känd för att Tysklands förbundspresidents tjänstebostad ligger där.